# Heiratsschwindler küsst man nicht
Heiratsschwindler küsst man nicht ist eine deutsche Fernseh-Komödie von Dennis Satin aus dem Jahr 2012. Katrin Sass und Petra Kleinert verkörpern zwei Frauen, die dem Charme eines Gigolos erliegen, dessen wahres Gesicht ihnen große Probleme beschert. Tragende Rollen sind besetzt mit Jasmin Schwiers, Jan Sosniok, Stephan Schwartz und Tom Quaas. 

## Handlung
Enttäuscht von der Routine, die in ihre Ehe Einzug gehalten hat, wagt die frustrierte Thea Ritter während eines Wellnesswochenendes in einem Luxushotel einen Seitensprung. Die Unternehmerin, die gemeinsam mit ihrem Mann Jochen eine Druckerei führt, ahnt nicht, dass ihre Kurzzeitaffäre Benedikt ein Betrüger ist. Mit einem Video der gefilmten Liebesnacht erhofft er sich 100.000 Euro zu erpressen. Obwohl Thea ihrem Mann längst alles gestanden hat, will sie eine öffentliche Demütigung um jeden Preis verhindern, weswegen sie das Geld heimlich aus der Firmenkasse abzweigt. 
Benedikts nächstes Opfer ist die Buchhändlerin Babette Ollenhauer. Auch sie erliegt dem Charme des Beaus, ist jedoch hinsichtlich finanzieller Dinge zunächst vorsichtig. Benedikt wendet das Blatt jedoch geschickt, indem er Babette einen Heiratsantrag macht, den sie glücklich annimmt. Unmittelbar nach der Hochzeit gelingt es ihm dann auch, endlich die ersehnte Vollmacht von Babette zu erhalten. Nur wenig später hält die Buchhändlerin einen Kreditvertrag über 300.000 Euro in den Händen, den ihr Mann aufgenommen hat. Als sie ihn zur Rede stellt versteigt er sich gar zu der Aussage, Babette habe ihn nur geheiratet, weil er Geld habe, dreht sich um und verschwindet ohne ein weiteres Wort. Babette haftet nun mit ihrer Buchhandlung für die Rückzahlung des Darlehens. 
Babette nimmt Kontakt zu Thea auf, die bereits versucht hatte, sie zu warnen. Die Frauen beschließen, sich zu rächen. Dazu haben sie die junge Kellnerin Sindy auserkoren, die sie beim versuchten Taschendiebstahl ertappt hatten und damit unter Druck setzen. Sindy, eine alleinerziehende Mutter mit zwei Töchtern, die gerade so über die Runden kommt, soll als Lockvogel dienen, um Benedikt mit seinen eigenen Waffen zu schlagen. Dem sanften Druck gehorchend macht die junge Frau mit und tut so, als sei sie eine reiche Ehefrau, die von ihrem Mann vernachlässigt wird. Benedikt wird auch alsbald aufmerksam auf sie und lässt seinen Charme spielen. Kurzfristig sieht es so aus, als würden sich zwischen beiden echte Gefühle entwickeln. Für Thea und Babette und ihre Rachepläne wäre das kontraproduktiv. Die Frauen meinen, Sindy solle Benedikt auf die Probe stellen, ob er es mit ihr wirklich ehrlich meine. Günther Karow, ein loyaler Angestellter der Ritters, stellt 45.000 Euro zur Verfügung, die Sindy Benedikt, der sich als Finanzwirt ausgegeben hat, zur Anlage überlassen soll. Allerdings kann er auch diesmal nicht widerstehen und räumt das Geld ab. 
Mit Hilfe von Theas Mann und Günther Karow bringen die Frauen Benedikt dazu, ihn in einem unaufmerksamen Moment eine Vollmacht unterzeichnen zu lassen, die Babette, die ja immer noch Benedikts Frau ist, alle Möglichkeiten gibt. Während Sindy Benedikt ablenkt, räumen Thea und Babette dessen komfortabel eingerichtete Wohnung leer, in der sie auch einen Geheimraum finden, der jede Menge Bargeld und Schmuck enthält. Zu guter Letzt löst Babette mit der von Benedikt unterzeichneten Vollmacht auch dessen Bankkonten und angelegten Gelder bis auf den letzten Pfennig auf. Sie holten sich nur das zurück, was ihnen gehöre, werfen sie dem völlig konsternierten Gigolo an den Kopf. Benedikt meint zwar, das bleibe nicht ohne Folgen, weiß aber selbst, dass er wenig tun kann. Als er das Haus verlässt, muss er vor all den Frauen fliehen, die er hereingelegt hat. Als er resigniert und ramponiert eine Landstraße entlanggeht, hält eine ältere Dame in einem teuren Sportwagen neben ihm und will wissen, ob sie ihn mitnehmen könne. Siegesgewiss lächelnd steigt er ein.

## Dreharbeiten
Der Film wurde vom 15. Juni bis zum 13. Juli 2011 unter dem Arbeitstitel Glaube, Liebe, Pleite in Berlin und Dresden gedreht.
Die Redaktion für die ARD Degeto lag bei Diane Wurzschmitt, für den MDR bei Sven Dobler. 

## Rezeption

### Veröffentlichung, Einschaltquote
Am 1. Juni 2012 wurde die Filmkomödie im Programm der ARD Das Erste erstmals ausgestrahlt. Dabei wurde sie von 4,43 Millionen Zuschauern gesehen, was einem Marktanteil von 15,4 Prozent entsprach.

### Kritik
Das Lexikon des internationalen Films befand: „Leichtgewichtige (Fernseh-)Gaunerkomödie, die das Motiv des betrogenen Betrügers recht amüsant variiert – Ab 14.“
Cornelia Wystrichowski war in der Thüringer Allgemeinen der Meinung: „Verglichen mit Weissensee und Good bye, Lenin! ist diese Komödie mit Katrin Sass eine kleine Enttäuschung. Weiter hieß es: Pointierte Dialoge und originelle Streiche sind leider dünn gesät, stattdessen gibt es eine beträchtliche Dosis Herzschmerz, wenn sich die Jüngste in Benedikt verknallt. Schade: Mit diesem tollen Trio, dem man die Spielfreude trotz zahlreicher Schwächen des Drehbuchs anmerkt, wäre fraglos mehr drin gewesen.“
Focus Online bewertete den Film folgendermaßen: „Nun folgt das ‚Erste‘ mit einer gepflegt-unterhaltsamen Krimikomödie mit ernsten Untertönen, aus der sich durchaus fürs Leben lernen ließe. In Dennis Satins ‚Heiratsschwindler küsst man nicht‘ führt […] die hoch angesehene Katrin Sass […] augenzwinkernd ein Damentrio an, das mit vereinten Kräften einen aalglatten, eiskalten Schwerenöter (Jan Sosniok) zu Fall bringt. […] Der Film […] verzichtet indes auf tiefere Seelen- und Gesellschaftsanalysen und macht nicht zuletzt wegen guter Besetzung Spaß: Das Dreigespann aus der Strategin Thea, der üppigen, impulsiven Babette und der jungen, pragmatischen Sindy sorgt mit liebevollem Spiel und flotten Sprüchen für gute Laune – und hält so auf sympathische Weise die Fahne für Frauenpower hoch.“
Die Redaktion des Magazins Prisma gab dem Film zwei von fünf möglichen Sternen und wertete: „Regisseur Dennis Satin drehte diesen turbulenten Beziehungsspaß nach dem nicht sonderlich originellen Drehbuch von Adrienne Bortoli und Ulrike Zinke. Dank der guten darstellerischen Leistungen von Katrin Sass und Petra Kleinert als betrogene Frauen und Jasmin Schwiers als junger Lockvogel ist diese leichte Komödie dennoch recht unterhaltsam, aber sicher nicht jedermanns Geschmack.“